# Нахушев, Заурби Ахмедович
Заурби Ахмедович Нахушев (род. 1 мая 1943, Жанхотеко, Кабардино-Балкарская АССР) — государственный деятель, депутат Государственной думы четвертого созыва.

## Биография
Окончил в 1971 г. Кабардино-Балкарский государственный университет по специальности «ученый агроном».
Избирался депутатом, а затем Председателем Совета Республики Парламента КБР 1 созыва (1993г), Председателем Совета Республики Парламента КБР (1997 г.), членом Совета Федерации Федерального Собрания РФ (1997 г.)

### Депутат госдумы
В 2003—2007 гг. — депутат Государственной Думы Федерального Собрания Российской Федерации четвёртого созыва. Заместитель председателя Комитета Государственной Думы ФС РФ по делам Федерации и региональной политики, заместитель председателя комиссии по проблемам Северного Кавказа.

## Награды
- Орден Почёта[2]
- Медаль «50 лет Победы в Великой Отечественной войне 1941–1945 гг.»[2]